# انتقال جنین
انتقال جنین یا کاشت جنین (به انگلیسی: Embryo transfer) به مرحله‌ای از فرایند کمک‌باروری گفته می‌شود که در آن جنین‌ها به قصد ایجاد بارداری در رحم زن قرار می‌گیرند. این تکنیک (که اغلب در ارتباط با لقاح آزمایشگاهی (IVF) استفاده می‌شود، ممکن است در انسان یا در جانوران مورد استفاده قرار گیرد، که در این شرایط ممکن است هدف‌های متفاوت وجود داشته باشد.
انتقال جنین را می‌توان در روز دوم یا سوم یا پس از آن در مرحله بلاستوسیست انجام داد که نخستین بار در سال ۱۹۸۴ انجام شد.
عواملی که می‌توانند بر موفقیت انتقال جنین تأثیر بگذارند، عبارتند از: پذیرش آندومتر، کیفیت جنین و تکنیک انتقال جنین.